# Pieni Antinjärvi
Pieni Antinjärvi är en sjö i Finland. Den ligger i kommunen Suomussalmi i landskapet Kajanaland, i den nordöstra delen av landet, 600 km norr om huvudstaden Helsingfors. Pieni Antinjärvi ligger 254,7 meter över havet. Skild från sjön Iso Antinjärvi via ett smalt sund. Den är 2,5 meter djup. Arean är 70,9 hektar och strandlinjen är 6,59 kilometer lång. Sjön  ingår i Uleälvens huvudavrinningsområde. 
På äldre kartor från 1928 kallades sjöarna Iso Antinjärvi och Pieni Antinjärvi tillsammans Antinjärvet.